# Myśliczek wąskogłowy
Myśliczek wąskogłowy (Stenus cicindeloides) – gatunek chrząszcza z rodziny kusakowatych i podrodziny myśliczków (Steninae).
Gatunek ten został opisany w 1783 roku przez Johanna Gottlieba Schallera.
Chrząszcz o ciele długości od 5,3 do 5,7 mm. Przedplecze jest dłuższe niż szerokie. Słabo wypukłe, jednobarwne pokrywy są wyraźnie szersze od głowy oraz znacznie szersze oraz znacznie dłuższe i szersze niż przedplecze. Punktowanie przedplecza i pokryw jest duże i głębokie. Obrys odwłoka ma prawie równoległe boki. Odnóża mają barwę żółtawą z częściowo zaczernionymi udami i goleniami. Stopy mają silnie, sercowato wcięty czwarty człon.
Owad palearktyczny, rozprzestrzeniony od Madery i północnej Afryki przez prawie całą Europę przez Kaukaz i Syberię po Mongolię, Chiny, Koreę, Japonię, Tajwan i Wietnam. W Polsce pospolity. Zasiedla pobrzeża wód i tereny bagniste, gdzie przebywa wśród mchów, turzyc, pod napływkami i szczątkami roślinnymi.